# Rémarde (Voise)
Die Rémarde ist ein Fluss in Frankreich, der in den Regionen Île-de-France und Centre-Val de Loire verläuft. Sie entspringt unter dem Namen Vidange de la Haute-Borne im Gemeindegebiet von Sonchamp, schlägt zunächst einen Bogen von Nord über West nach Süd und ändert dann ihren Namen auf Perray. Bei Ablis wendet sie sich endgültig gegen Westen und erreicht Auneau-Bleury-Saint-Symphorien, wo sie zur Speisung der Wasserflächen im Park des Schlosses Esclimont herangezogen wird. Hier ändert sie nochmals ihren Namen auf Rémarde und mündet nach insgesamt rund 19 Kilometern bei Gallardon als rechter Nebenfluss in die Voise.
Auf ihrem Weg durchquert die Rémarde die Départements Yvelines und Eure-et-Loir.

## Orte am Fluss
- Ablis
- Prunay-en-Yvelines
- Auneau-Bleury-Saint-Symphorien
- Gallardon